# Frankenburg (Oberösterreich)
Die Frankenburg, früher auch Feste Frankenburg oder Francoburgum Castrum genannt, ist eine abgegangene Höhenburg in der Gemeinde Frankenburg am Hausruck in Oberösterreich auf dem Hofberg, früher Am Vogl. Sie wurde 1160 erstmals urkundlich erwähnt und 1511 als Verwaltungssitz aufgegeben. Das Gebiet wird für Wanderungen genutzt, als Aussichtspunkt dient die „Hofberghütte“ an der Stelle der ehemaligen Burg.

## Lage
Die Frankenburg lag auf oberösterreichischer Seite an der alten bayrischen Landesgrenze. Da die Gebietsaufteilung damals noch nicht gesichert war, wird sie in historischen Darstellungen auch oft zum bayrischen Landesgebiet gezählt. Ziel war neben dem Schutz der Bürger auch die Absicherung der Grenze nach Norden hin. 
Die Burg wurde auf einem Plateau in etwa 723 m Höhe errichtet. Der ehemalige Friedhof befindet sich ebenfalls am Hofberg. Im Laufe der Zeit fand man bei Grabungsarbeiten an verschiedenen Orten menschliche Gebeine. Oberflächlich ist heute keine Ruine mehr erkennbar. Nach der Auflassung diente sie als Steinquelle für die nahe Bevölkerung. Im 16. Jahrhundert wurden zur einfacheren Gewinnung von Baumaterial sogar Feuer gelegt. Der hohe Holzanteil war ebenfalls mitverantwortlich für den starken Verfall.

## Geschichte
Das erste mittelalterliche Anwesen wurde im Bereich der Dorfkirche errichtet, wovon jedoch heute keine Spuren mehr zu finden sind. Der Folgebau wurde auf dem Hofberg errichtet, archäologische Ausgrabungen (2003 und 2005) förderten dort Mauerfragmente zu Tage. Die heutige Marktgemeinde Frankenburg war damals noch als Zwispallen bekannt. In der Umgebung der Burg gibt es auch Hinweise auf keltische Gräber. Diese lassen den Schluss auf eine vorangegangene, noch ältere Burganlage, zu. 
Im Zuge der Besiedlung des Gebietes um Zwispallen entstand die Notwendigkeit von Verteidigungsanlagen. Die ersten fränkischen Zuwanderer rodeten den bewaldeten Hofberg. Die umliegenden Siedlungen hatten verschiedene Aufgaben, die auch in der Benennung ersichtlich sind, z. B. Pehigen (früher auch Bechigen, von Pechsieder) oder Badstuben. Die Verteidigungsanlagen stellten die lokalen Siedler in Eigenregie her. In der zweiten Hälfte des 11. Jahrhunderts erhielt Rappoto von Julbach von adliger Seite den Auftrag, die Feste Frankenburg fertigzustellen. Deshalb ähnelte die Frankenburg auch der Burg in Julbach sehr stark. Die Erbauer setzten die Arbeit der Siedler mit Stein fort. Die Frankenburg bestand zu einem großen Teil aus Holz, Funde bezeugen jedoch, dass sie nicht vollständig hölzern war.
Während der ersten Ausbauphase zwangen die Julbacher die unfreien Bauern um die Frankenburg zur Fronarbeit. Die Region gehörte zu einem Bistum Bamberg (Bayern), das die Ausbeutung der Siedler in ihrem Eigentum missbilligte. Deren Ziel war das Betreiben der Waldwirtschaft in Frankenburg. 
Die Frankenburg wurde später von einer reinen Verteidigungsburg zu einer Verwaltungsburg (Vogteiburg) erweitert. Die zusätzlichen Bauten errichtete man teilweise auch mit Ziegeln. Vollendet wurde das Bauwerk unter Otto I. im 12. Jahrhundert. In einem Diplom bestätigt Kaiser Friedrich Barbarossa seinem Nachfolger offiziell die „Feste“ Frankenburg und seine Güter. Mit dieser Bestätigung konnte die Burg auch verliehen, verpfändet oder verschenkt werden. Durch die Forderung des Kaisers im selben Dokument, ein Mitspracherecht bei der Vogteivergabe zu erhalten, wuchs auch die politische Bedeutung der Burg. Mit dem 15. Februar 1160 wird die Feste auch erstmals als „Francoburgum castrum“ bezeichnet. 
Ein Jahrzehnt später (1170) übergab Engelschalk von Reit Zwispallen und damit auch die Burg an das Kloster Asbach. Bis 1438 unterlag die Frankenburg dennoch dem obersten Weisungsrecht des Bistums Bamberg. Das Kloster war auch Eigentümer verschiedener Streugüter, die Abgaben leisten mussten. Solche Schenkungen sollten den Stiftern den Weg ins Jenseits ebnen. 
1581 verlieh Kaiser Rudolf II. seinem Gesandten in Madrid, Hans Khevenhüller, anstelle seines Solds die Herrschaften Frankenburg (mit dem damals noch intakten Sitz Schloss Frankenburg) und Schloss Frein, sowie die Herrschaften Burg Kogl (wo die Khevenhüller 1750 das Schloss Kogl erbauten) und Schloss Kammer, die 1593 zur „Grafschaft Frankenburg“ vereinigt wurden. 

## Funde
An der Vorderseite fand man Mauerreste, die jedoch zu dünn sind, als dass sie ein Teil des Turms gewesen sein können. 
Im Rahmen der Ausgrabung zu Beginn des 21. Jahrhunderts fand man sehr viele Gebrauchsgegenstände. Dazu zählen auch gehäufte Ansammlungen mittelalterlicher Nägel, die auf Holzkonstruktionen an diesem Ort hinweisen. 
Bei Grabungen im Jahre 2007 fand man außerdem einen Ziegelstein, der Fingerabdrücke eines Arbeiters aufweist. Untersuchungen zeigen, dass der Mann von ca. 156 cm Größe Rechtshänder war. Außerdem förderten die Suchenden Keramikbruchstücke ans Tageslicht, wovon fast die Hälfte heller Tonware namens „Hausruckkeramik“ entstammen. Manche Keramiken weisen Stempelungen oder Randmotive auf, einige tragen Radkreuze, eine frühe Form der Markierung von Keramikware. Diese helle Keramik ist im Gegensatz zur dunklen eher rar.
Ein besonderer Fund war der eines keramischen Mundstückes aus hellem Ton. Üblicherweise bleiben Instrumente dieser Art nicht erhalten, diesem angebrochenen Stück kann man heute noch Töne entlocken. 
An zwei verschiedenen Stellen fanden sich Ansammlungen alter Ofenkacheln, darunter auch ein mit einem geflügelten Greif verziertes Teil aus dem 15. Jahrhundert, zusammen mit verkohlten Tierknochen. Diese Öfen fungierten also entweder als Kochstelle oder die Burgbewohner warfen Abfall ins Feuer. Allerdings wurden die Kacheln nicht hochqualitativ hergestellt, sie sind sehr grobkörnig.
Weiters fand sich ein Teil aus einem Ziegelfußboden über einer dicken Lage Brandschutt. Die Brandspuren beweisen diverse Brände in der Burg, die sämtliche Teile erfassten. 

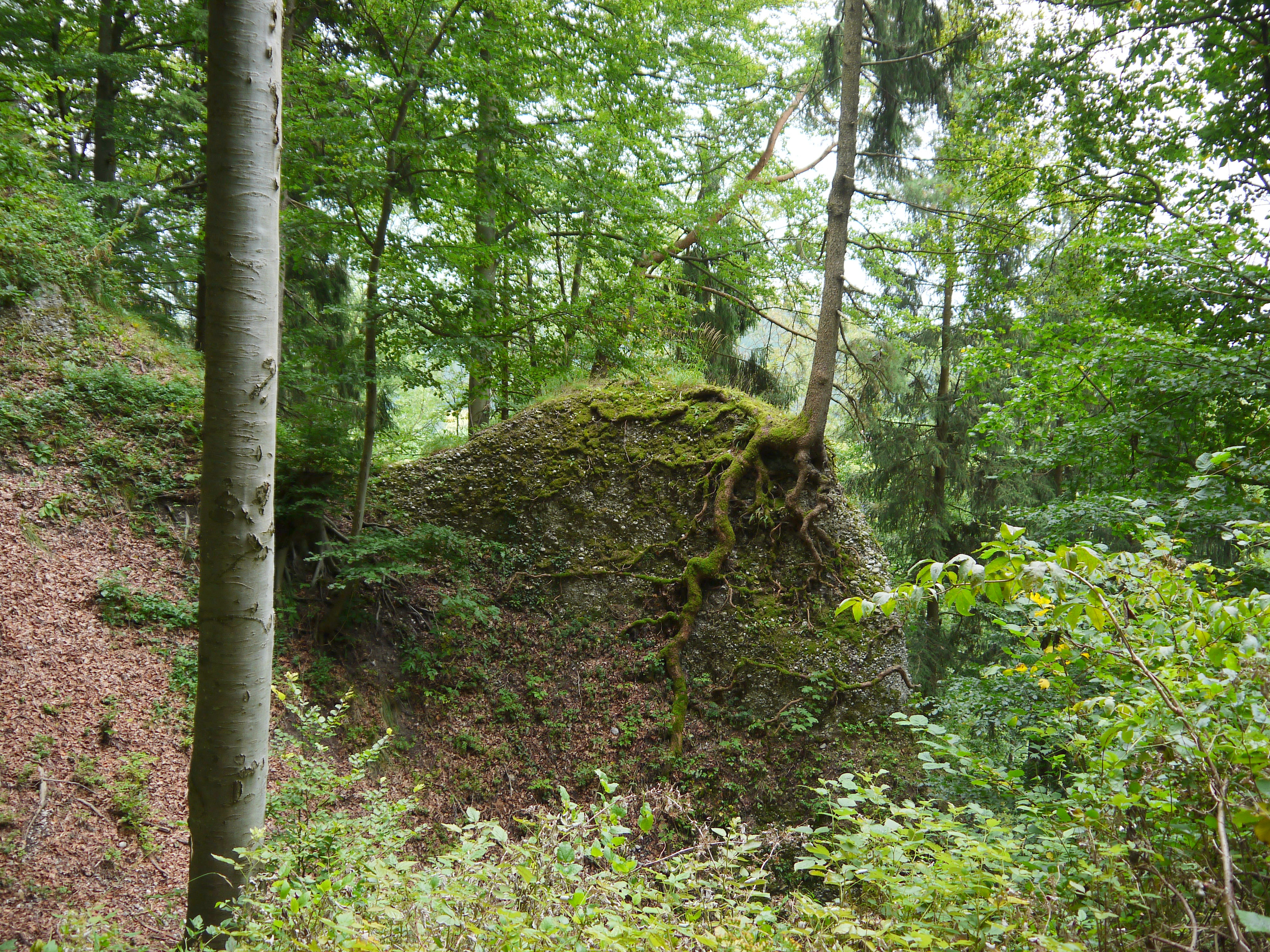
Burgstall Hofberg

## Rekonstruktion der Anlage
In der Nord-Süd-Ausdehnung maß die Burg 302 Meter, wovon ca. 150 Meter auf das Burgplateau und die Vorburg entfallen. Die Hauptburg war 74 Meter lang und maximal 32 Meter breit. Der noch heute (landwirtschaftlich) genutzte Weg auf den Hofberg führt zum historischen Eingang. Danach folgten zwei Wallanlagen, die durch Tore passiert werden konnten. Die Wälle waren maximal sechs Meter hoch. Man erreichte in der Folge einen kleinen Platz, von dem aus über eine Brücke der erste Burggraben passiert werden konnte. Danach gelangten die Einlasssuchenden zur Vorburg. Über die Hauptbrücke gelangte man über den Hauptgraben zur Hauptburg. Die heutige Bodenstruktur lässt die Plateaus und Gräben noch gut erkennen.
Die Reste der Außenmauer blieben erhalten, sie wies eine Dicke von etwa 120 cm auf. Die Innenmauern waren hingegen nur etwa 37 cm dick. Auch Reste einer Verteidigungsmauer sind noch vorhanden. Bereits gegen Ende des Mittelalters hat man den Bergfried komplett abgetragen. Eine Oberflächenmessung ergab aber eine ursprüngliche Größe von etwa 9 × 9 Metern. 
Ein Gemälde in der Burg Hochosterwitz zeigt deutlich den alten Turm. Es ist ersichtlich, dass er aus mindestens zwei Obergeschossen bestand, was einer Höhe von 25 bis 30 Metern entspricht. 
Die Rekonstruktion erfolgte durch alte Gemälde, durch Bodenmessungen sowie durch Ausgrabungen. Eine umfangreiche archäologische Grabung würde wohl genauere Informationen hervorbringen, ist jedoch derzeit (2010) nicht durchführbar.